# DMAZ
2-Dimetilaminoetilazid (DMAZ) je tečno gorivo koje se izučava za moguću primenu u svemirskim letilicama kao propelant koji bi zamenio toksični, karcinogeni monometilhidrazin.